# 업 (2009년 영화)

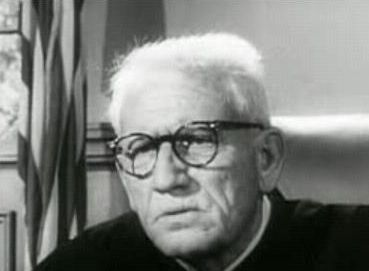
주인공 칼 프레드릭슨은 스펜서 트레이시(사진)를 토대로 만들어졌다.

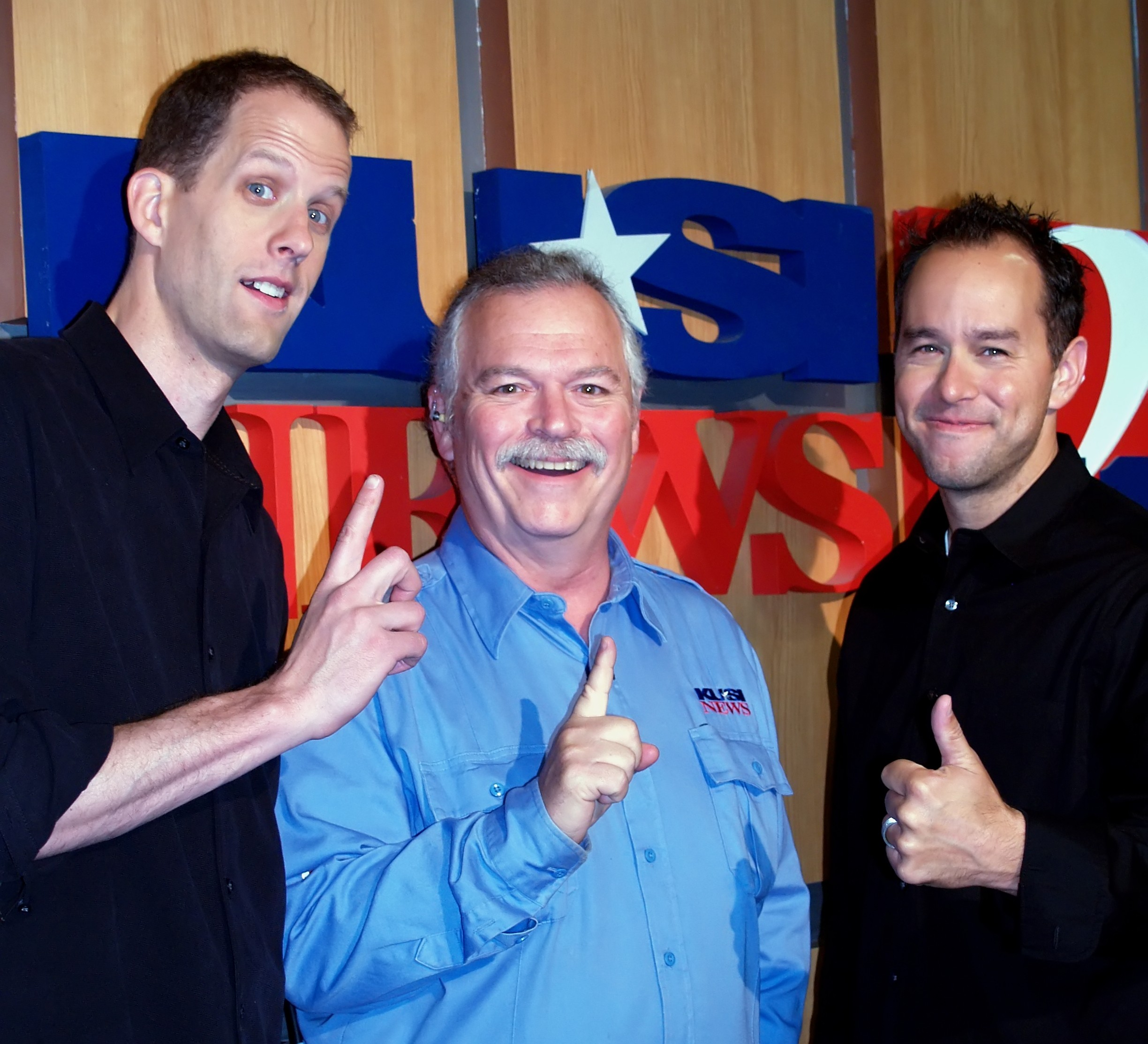
피트 닥터(왼쪽), 조너스 리베라(오른쪽).

《업》(영어: Up)은 2009년에 개봉한 디즈니와 픽사 제작의 장편 풀 CG 애니메이션,현실을 바탕으로 하며 비행하는 내용 등을 추가해 각색한 영화이다. 북미에서는 2009년 5월 29일에 개봉하였으며. 대한민국에서는 2009년 7월 29일에 개봉하였다.
이 영화는 《몬스터 주식회사》이후 피트 닥터의 두 번째 영화이고, 에드워드 애즈너, 밥 피터슨, 조던 나가이가 더빙에 참여하였다. 이 영화를 바탕으로 한 동명의 비디오 게임이 2009년 5월 26일에 출시되었다.

## 줄거리
주인공은 78세의 칼 프레드릭슨이다. 어렸을 때는 모험을 꿈꾸는 소년이었고, 같은 꿈을 꾸는 소녀 엘리를 만나 어른이 된 후에는 결혼을 한다. 엘리는 유명한 탐험가 찰스 먼츠가 미지의 생명체를 찾아 떠난 아메리카로의 모험을 꿈꾸지만 여러 사정이 생기면서 결국 꿈을 이루지 못하고 세상을 떠나게 된다. 혼자가 된 칼은 집 주변이 개발로 인해 공사장이 되는 가운데에서도 홀로 집을 지키지만 공사를 하던 인부와의 마찰로 집을 떠날 수밖에 없게 되고 풍선을 이용해 집을 비행선으로 만들어 아메리카를 향해 떠나기로 결심한다.

## 등장 인물
- 에드워드 애즈너 - 칼 프레드릭슨
  - 이순재 - 한국어판
- 크리스토퍼 플러머 - 찰스 먼츠
  - 김기현 - 한국어판
- 조던 나가이 - 러셀
  - 정민석(아역배우) - 한국어판
- 밥 피터슨 - 더그, 알파
  - 장광 - 한국어판
- 델로이 린도 - 베타
  - 이봉준 - 한국어판
- 제롬 랜프트 - 감마
  - 정승욱 - 한국어판
- 존 라첸버거 - 공사장 인부 톰
- 데이비드 케이 - 뉴스 아나운서
- 엘리 닥터 - 어린 엘리
- 김미랑(아역배우) - 어린 엘리
- 제러미 리어리 - 어린 칼
- 미키 맥고언 - 경찰 에디스
- 대니 맨 - 건축 감독 스티브
- 도널드 풀릴러브 - 조지
- 제스 하넬 - AJ
- 조시 쿨리 - 오메가

## 반응
《업》은 로튼 토마토의 181개의 리뷰를 바탕으로 열렬한 호평을 받았는데, 총 98%의 신선도 평가를 받았으며, 8.6/10의 가중 평균 점수를 받았다. 신문과 웹사이트, 텔레비전과 라디오 프로그램에서 인기 있고 유명한 비평가로 구성된 로튼 토마토의 Cream of the Crop에서는 만장일치로 94%의 호평을 받았다. 메타크리틱에서의 비교에서는 주요 비평가들의 리뷰를 통해서 0~100까지의 점수를 산출하는 시스템을 통해 13개의 리뷰로부터 88점이 산출되었다.
《업》은 각 배급사가 지난 7일(현지시간) 발표한 북미 지역 주말 박스 오피스 잠정 집계에서 지난 5일부터 7일까지 3천 818개 관에서 4천 420만 달러를 기록했다.
《업》은 지난 주말 개봉한 성인 코미디 영화 《행오버》(The Hangover) 모험 코미디 《랜드 오브 더 로스트》(Land of the Lost)를 누르면서 올 여름 처음으로 2주 연속 1위 영화가 됐다.
《업》은 열흘간 1억 3천 730만 달러를 기록하면서 모두 합쳐 2억 달러 이상을 벌어들일 전망이다.